# Lope
Lope ist ein heute kaum noch vergebener spanischer männlicher Vorname.

## Herkunft und Bedeutung
Lope ist die spanische Form des spätlateinischen Namens Lupus mit der Bedeutung „Wolf“. In patronymischer Bildung von Lope abgeleitet ist der häufig auftretende spanische Familienname López.

## Namensträger
- Lope de Aguirre (um 1511–1561), spanischer Konquistador
- Lope Balaguer (1925–2015), dominikanischer Sänger
- Lope de Barrientos (1382–1469), spanischer Bischof und Inquisitor
- Lope de Rueda (um 1510–1565), spanischer dramatischer Dichter
- Lope de Ulloa y Lemos (um 1572–1620), spanischer Soldat und Gouverneur von Chile
- Lope de Vega (1562–1635), spanischer Dichter des Goldenen Zeitalters